# الحزة (الشاهل)

تعديل مصدري - تعديل

الحزة هي إحدى قرى عزلة الامرور بمديرية الشاهل التابعة لمحافظة حجة، بلغ تعداد سكانها 725 نسمة حسب تعداد اليمن لعام 2004.